# Groenlanden
Groenlanden est un village appartenant à la commune néerlandaise de Berg en Dal, dans la province de Gueldre.
Jusqu'au 31 décembre 2014, Groenlanden appartenait à la commune d'Ubbergen. Le 1er janvier 2015, les communes de Groesbeek, Ubbergen et Millingen aan de Rijn ont fusionné en formant une nouvelle commune, qui est nommée en 2015 provisoirement Groesbeek pour être renommée Berg en Dal ensuite, fin 2015.